# SN 2006qh
SN 2006qh – supernowa typu Ia odkryta 19 listopada 2006 roku w galaktyce A214753+0042. W momencie odkrycia miała maksymalną jasność 22,40m.